# 立花宗鑑
立花 宗鑑（たちばな むねあき、1937年〈昭和12年〉12月25日 - ）は、日本の実業家。
筑後柳川藩立花家第17代当主。

## 経歴
1960年に慶應義塾大学経済学部を卒業。
大学卒業後の同年に三井物産に入社。重機械部にて、機械、プラント関連の業務に従事する。1975年に豪州三井物産のシドニー、メルボルンの支店で機械関連の業務に従事。1980年に本店業務部経営企画室に勤務。1988年に日本ユニバックへ出向。バロースとの合弁事業に携わる。2001年6月に取締役、常務取締役関西支社長などを経て退任。同年7月よりは日本ユニシスサプライ代表取締役社長に就任。2004年に退任後は、財団法人軽井沢文化美術学院を立ち上げ、理事事務局長に就任、公益法人の認可を取得。2013年には財団法人立花財団を設立、翌年に公益法人の認可を取得。立花財団はかつての旧領の福岡県柳川市で立花家史料館を運営している。

## 系譜
- 父：立花和雄（海軍大将・男爵島村速雄次男）[4]
- 母：立花文子（伯爵立花鑑徳の娘）[4]
- 妻：利根 - 西村伊作の孫、石田アヤの娘。文化学院副学長。
- 長男：立花宗和（日本航空パイロット、機長[5]を経て、執行役員運行本部長[6]。また、慶應義塾高等学校テニス部監督も務めている。）
- 姪：立花千月香 - 柳川藩主立花家の旧邸宅を利用した観光施設「御花」社長[7]